# Michele D'Ambrosio
Michele D'Ambrosio (Bonito, 2 settembre 1944 – Roma, 21 ottobre 2010) è stato un politico italiano.
Laureato in Filosofia e in Giurisprudenza, fu parlamentare per due legislature nelle file del Partito Comunista Italiano.

## Biografia
Succedendo ad Antonio Bassolino, nel 1976 assume la carica di segretario provinciale del PCI avellinese, mantenendola fino al 1983. Nel 1983 viene eletto alla Camera per la IX legislatura; quattro anni dopo la sua carica è riconfermata per la X legislatura. Durante la sua attività parlamentare è stato membro della Commissione parlamentare d'inchiesta sul terremoto dell'Irpinia del 1980.
Nel 1989 si schiera sulle posizioni di Pietro Ingrao e contro la svolta prospettata dal segretario del PCI Achille Occhetto. Nonostante ciò aderisce al Partito Democratico della Sinistra sorto sulle ceneri del PCI, ma vi rimane con posizioni fortemente critiche; prosegue l'esperienza politica nei Democratici di Sinistra, sebbene sempre su posizioni fortemente di sinistra. Dal 2001 è uno degli esponenti di spicco del cosiddetto Correntone, e porta in provincia di Avellino l'area Mussi a diventare maggioranza. 
Nel 2007 sceglie di non aderire al PD, contribuendo a fondare il movimento politico Sinistra Democratica per il Socialismo Europeo. Nel 2010 aderisce al nuovo soggetto politico Sinistra Ecologia e Libertà. Il 21 ottobre 2010, dopo un ricovero di venti giorni, muore al Policlinico Gemelli di Roma.